# Али Иман
Али Иман (енгл. Ali Imaan; Мале, 5. август 2002) малдивски је пливач који се такмичи у тркама леђним и слободним стилом. 

## Спортска каријера
Иман је дебитовао на великим међународним такмичењима 2018, прво на Азијским играма у Џакарти, апотом и на Светском првенству у малим базенима у Хангџоуу
Први наступ на сениорским светским првенствима у великим базенима је уписао у корејском Квангџуу 2019, где се такмичио у четири дисциплине. Пливао је две ппојединачне и две штафетне трке. У квалификацијама трке на 50 слободно заузео је 115. место, док је на 200 леђно заузео убедљиво последње 42. место са више од 37 секунди заостатка за водећим Рајаном Марфијем. Пливао је и за мешовите малдивске штафете на 4×100 слободно и 4×100 мешовито, а иако су обе штафете заузеле убедљиво последња места, у обе трке су постављени нови национални рекорди.
Такмичио се и на светском јуниорском првенству које је крајем августа 2019. одржано у Будимпешти, али такође без неких запаженијих резултата. 